# Bradypus
Bradypus es un género de mamíferos placentarios del orden Pilosa,el único de la familia Bradypodidae, conocidos vulgarmente como perezosos de tres dedos o perezosos tridáctilos.
Contiene cuatro especies de perezosos autóctonos de la América tropical, cuyas áreas de distribución se encuentran desde Honduras en América Central hasta el centro oriental de América del Sur en el extremo noreste de Argentina y sur de Brasil.

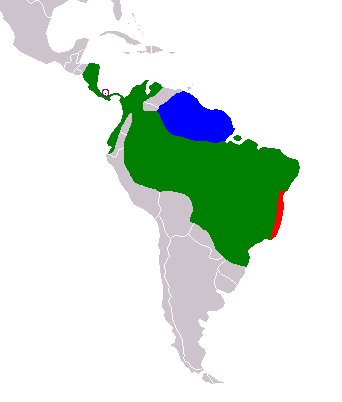
Distribución de Bradypus

## Especies existentes
| Imagen | Nombre científico | Nombre común                  | Distribución |
| ------ | ----------------- | ----------------------------- | --- |
|        | B. pygmaeus       | Perezoso pigmeo de tres dedos | Isla Escudo de Veraguas (Panamá) |
|        | B. torquatus      | Perezoso de crin              | Selva tropical costera atlántica del sudeste de Brasil                                                                                          |
|        | B. tridactylus    | Perezoso de garganta pálida   | Parte del norte de Sudamérica, incluyendo Guyana, Surinam, Guayana Francesa, el este de Venezuela y Brasil al norte del río Amazonas.           |
|        | B. variegatus     | Perezoso de garganta marrón   | Centroamérica y gran parte del norte y centro de Sudamérica, desde Honduras hasta Colombia, Venezuela, Ecuador, este de Perú, Bolivia y Brasil. |
|        | B. crinitus       | Perezoso de crin austral      | Costa de Brasil en Río de Janeiro y Espirito Santo.                                                                                             |

## Especies
- Bradypus pygmaeus
- Bradypus torquatus
- Bradypus tridactylus
- Bradypus variegatus
- Bradypus crinitus